# Аржији
Аржији (фр. Argilly) насеље је и општина у источном делу централне Француске у региону Бургундија-Франш-Конте, у департману Златна обала која припада префектури Бон.
По подацима из 2011. године у општини је живело 475 становника, а густина насељености је износила 13,92 становника/km². Општина се простире на површини од 34,12 km². Налази се на средњој надморској висини од 224 метара (максималној 227 m, а минималној 188 m).

## Демографија
| 1962. | 1968. | 1975. | 1982. | 1990. | 1999. | 2011. |
| ----- | ----- | ----- | ----- | ----- | ----- | ----- |
| 228   | 265   | 266   | 333   | 420   | 423   | 475   |

График промене броја становника у току последњих година